# Чаленко, Валентин Евграфович
Валенти́н Евгра́фович Ча́ленко (9 марта 1923 — 26 декабря 1978) — советский военнослужащий, участник Великой Отечественной войны. Герой Советского Союза.

## Биография
Чаленко Валентин Евграфович родился 9 марта 1923 года в деревне Булгаковка в крестьянской семье. Работал в колхозе. Украинец.
Ушёл на фронт в 1941 году. Прошёл с боями от Сталинграда до Австрии.
4 декабря 1944 года в штабе полка командир отделения сапёров 183-го гвардейского стрелкового полка 59-й гвардейской стрелковой дивизии 37-го стрелкового корпуса 46-й армии 2-го Украинского фронта гвардии сержант Чаленко В. Е. получил боевое задание: с десятью бойцами на рыболовецких лодках форсировать Дунай, высадиться на берег, который охранялся фашистами, разминировать его и обеспечить успешное форсирование реки всем полком. Кроме этого, не дать противнику возможности подорвать железнодорожный мост через Дунай и мост через канал, перекрыв противотанковыми минами автомагистраль, которая идёт на Будапешт. Ценою неимоверных усилий бойцы выполнили поставленную задачу.
За проявленные мужество и героизм при форсировании Дуная и обеспечив форсирование этой реки 183-м гвардейским стрелковым полком командиру саперного отделения Чаленко В. Е. Указом Президиума Верховного Совета СССР 24 марта 1945 года присвоено звание Героя Советского Союза.
После окончания Великой Отечественной войны приехал в город Снежное и до пенсии работал заместителем директора шахты № 27 («Миусская») по административно-хозяйственной части.
Скончался в возрасте 55 лет.

### Семья
Жена - Чаленко (Сухорукова) Екатерина Митрофановна (1921-2011)
Сын - Чаленко Александр Валентинович (1952-2002)
Сын - Чаленко Владимир Валентинович (р. 1956)
Внуки - Александр, Сергей, Екатерина
Правнуки - Чаленко Игорь, Анна
Жена — Тамара Николаевна (урожд. Кожухарь; 1929, с. Великая Виска, Кировоградская область — ?);
- дочь Елена (р. 1961)[3].

## Награды
- Медаль «Золотая Звезда» Героя Советского Союза;
- орден Ленина;
- орден Красной Звезды;
- орден Славы III степени;
- медаль «За отвагу»[4].

## Память
- В Снежном на здании горного техникума, где учился Герой, установлена мемориальная доска.
- Его имя увековечено на Поклонной горе в Москве.
- Имя Героя Чаленко В. Е. увековечено в музее ВОВ в Киеве под куполом монументальной скульптуры "Родина-Мать".